# Lista de autores portugueses que entram em domínio público em 2025
Segue-se uma lista de autores portugueses cujas obras entram em domínio público em 2025. Quando o direito autoral de uma obra expira, ela entra em domínio público.
Em Portugal, uma obra entra em domínio público 70 anos após a morte do autor.
| Nome                                     | Data de nascimento | Data de morte | Item no Wikidata                                      |
| ---------------------------------------- | ------------------ | ------------- | ----------------------------------------------------- |
| Maria Adelaide Coelho da Cunha           | 3-10-1869          | 23-11-1954    | Maria Adelaide Coelho da Cunha (Q99803134)            |
| João A. Pestana de Vasconcelos           | 1877               | 1954          | João A. Pestana de Vasconcelos (Q131467372)           |
| Fernando de Castro da Silva Canedo       | 24-3-1886          | 6-2-1954      | Fernando de Castro da Silva Canedo (Q23777991)        |
| Luís Fernandes (escultor)                | 1859               | 1954          | Luís Fernandes (escultor) (Q10321417)                 |
| João Carlos da Silva Nogueira            | 26-3-1872          | 20-5-1954     | João Carlos da Silva Nogueira (Q10311293)             |
| João Silva (ator)                        | 20-6-1869          | 30-1-1954     | João Silva (Q106289100)                               |
| António Fortunato de Pinho               | 1874               | 1954          | António Fortunato de Pinho (Q18481863)                |
| Aníbal César Valdez de Passos e Sousa    | 8-11-1884          | 1954          | Aníbal César Valdez de Passos e Sousa (Q19607563)     |
| Maximiano Alves                          | 22-8-1888          | 22-1-1954     | Maximiano Alves (Q5685746)                            |
| António Mesquita de Figueiredo           | 1880               | 1954          | António Mesquita de Figueiredo (Q131415008)           |
| Margarida Andresen da Costa Roma Machado | 1927               | 1954          | Margarida Andresen da Costa Roma Machado (Q131468295) |
| Edmundo Curvelo                          | 18-10-1913         | 13-1-1954     | Edmundo Curvelo (Q10270469)                           |
| Alexandre de Vasconcelos e Sá            | 1895               | 1954          | Alexandre de Vasconcelos e Sá (Q131417532)            |
| Aníbal Rego de Vilas Boas Neto           | 1890               | 1954          | Aníbal Rego de Vilas Boas Neto (Q131417632)           |
| Alberto da Veiga Simões                  | 16-12-1888         | 1-12-1954     | Alberto da Veiga Simões (Q47318259)                   |
| João Guilherme Mattoso da Fonseca        | 1871               | 1954          | João Guilherme Mattoso da Fonseca (Q131468306)        |
| Domingas Lazary do Amaral                | 1883               | 4-6-1954      | Domingas Lazary do Amaral (Q123857267)                |
| Joaquim Madureira                        | 3-2-1874           | 19-9-1954     | Joaquim Madureira (Q131467420)                        |
| Francisco Lupi                           | 6-3-1920           | 1954          | Francisco Lupi (Q5483603)                             |
| César Augusto de Oliveira Moura Brás     | 1881               | 1954          | César Augusto de Oliveira Moura Brás (Q130493295)     |
| Francisco Xara                           | 1882               | 1954          | Francisco Xara (Q131467338)                           |
| Bento José Esteves de Faria              | 1875               | 1954          | Bento José Esteves de Faria (Q130493812)              |
| António Joaquim de Sá Oliveira           | 1872               | 1954          | António Joaquim de Sá Oliveira (Q131421182)           |
| José Cipriano Rodrigues Dinis            | 8-8-1876           | 1954          | José Cipriano Rodrigues Dinis (Q131468189)            |
| Abel Augusto Dias Urbano                 | 1868               | 11-1-1954     | Abel Augusto Dias Urbano (Q47318532)                  |
| Joaquim Roque da Fonseca                 | 15-11-1891         | 1-6-1954      | Joaquim Roque da Fonseca (Q131467437)                 |
| António Barreiros                        | 1875               | 7-10-1954     | António Barreiros (Q131478909)                        |
| António Vieira Barradas                  | 1887               | 1954          | António Vieira Barradas (Q130486397)                  |
| Augusto Vieira Soares                    | 5-10-1873          | 7-6-1954      | Augusto Vieira Soares (Q117356536)                    |
| Luís Lopes Vieira de Castro              | 1898               | 1954          | Luís Lopes Vieira de Castro (Q131414745)              |
| Moura Coutinho                           | 25-3-1872          | 20-1-1954     | Moura Coutinho (Q10332753)                            |
| Manuel Bernardo de Almeida Topinho       | 20-7-1888          | 7-11-1954     | Manuel Bernardo de Almeida Topinho (Q131468273)       |
| Fernando de Menezes Vaz                  | 1884               | 1954          | Fernando de Menezes Vaz (Q131467305)                  |
| Ana de Gonta Colaço                      | 7-11-1903          | 25-12-1954    | Ana de Gonta Colaço (Q97173079)                       |
| António da Costa Torres                  | 1896               | 1954          | António da Costa Torres (Q131420873)                  |
| Luís Gonzaga Nolasco da Silva            | 1881               | 1954          | Luís Gonzaga Nolasco da Silva (Q131468210)            |
| Albertina Paraíso                        | 11-1-1864          | 25-2-1954     | Albertina Paraíso (Q30611296)                         |
| Fiel da Fonseca Viterbo                  | 1-1-1873           | 18-4-1954     | Fiel da Fonseca Viterbo (Q85871927)                   |
| Albano Augusto Nogueira de Sousa         | 9-6-1877           | 10-5-1954     | Albano Augusto Nogueira de Sousa (Q131405472)         |
| Luís Maria de Passos da Silva            | 1888               | 1954          | Luís Maria de Passos da Silva (Q131468229)            |
| José Tristão de Bettencourt              | 3-7-1880           | 25-11-1954    | José Tristão de Bettencourt (Q26692278)               |
| Jesino Augusto da Costa                  | 29-9-1899          | 7-7-1954      | Augusto da Costa (Q110137120)                         |
| Raul Esteves dos Santos                  | 1-1-1889           | 24-7-1954     | Raul Esteves dos Santos (Q105678157)                  |
| Henrique Ferreira Botelho                | 1-1-1880           | 1-1-1954      | Henrique Ferreira Botelho (Q10294751)                 |
| Justino Bivar Weinholtz                  | 8-3-1885           | 1954          | Justino Bivar Weinholtz (Q60482691)                   |
| Vital Fontes                             | 6-11-1861          | 21-4-1954     | Vital Fontes (Q131468386)                             |
| Óscar de Lemos                           | 17-9-1904          | 10-12-1954    | Óscar de Lemos (Q24203438)                            |
| Álvaro de Almeida Matos                  | 1880               | 1954          | Álvaro de Almeida Matos (Q131417581)                  |
| Domingos Maria da Costa                  | 1867               | 1954          | Domingos Maria da Costa (Q131429225)                  |
| Teófilo Saguer                           | 1-12-1880          | 1-12-1954     | Teófilo Saguer (Q131468343)                           |
| Carlos de Lemos                          | 3-1-1867           | 1-1-1954      | António Cardoso de Lemos (Q9697419)                   |
| José Gregório de Almeida                 | 1883               | 1954          | José Gregório de Almeida (Q131468202)                 |
| Aristides de Sousa Mendes                | 19-7-1885          | 3-4-1954      | Aristides de Sousa Mendes (Q117371)                   |
| António Silveira Pais                    | 1910               | 1954          | António Silveira Pais (Q130486341)                    |
| Belarmino Guilherme de Almeida           | 1878               | 1954          | Belarmino Guilherme de Almeida (Q131429207)           |